# Eritras (Jonia)

Mapa con algunas de las antiguas ciudades griegas en Jonia, donde se aprecia la ubicación de Eritras, enfrente de Quíos.

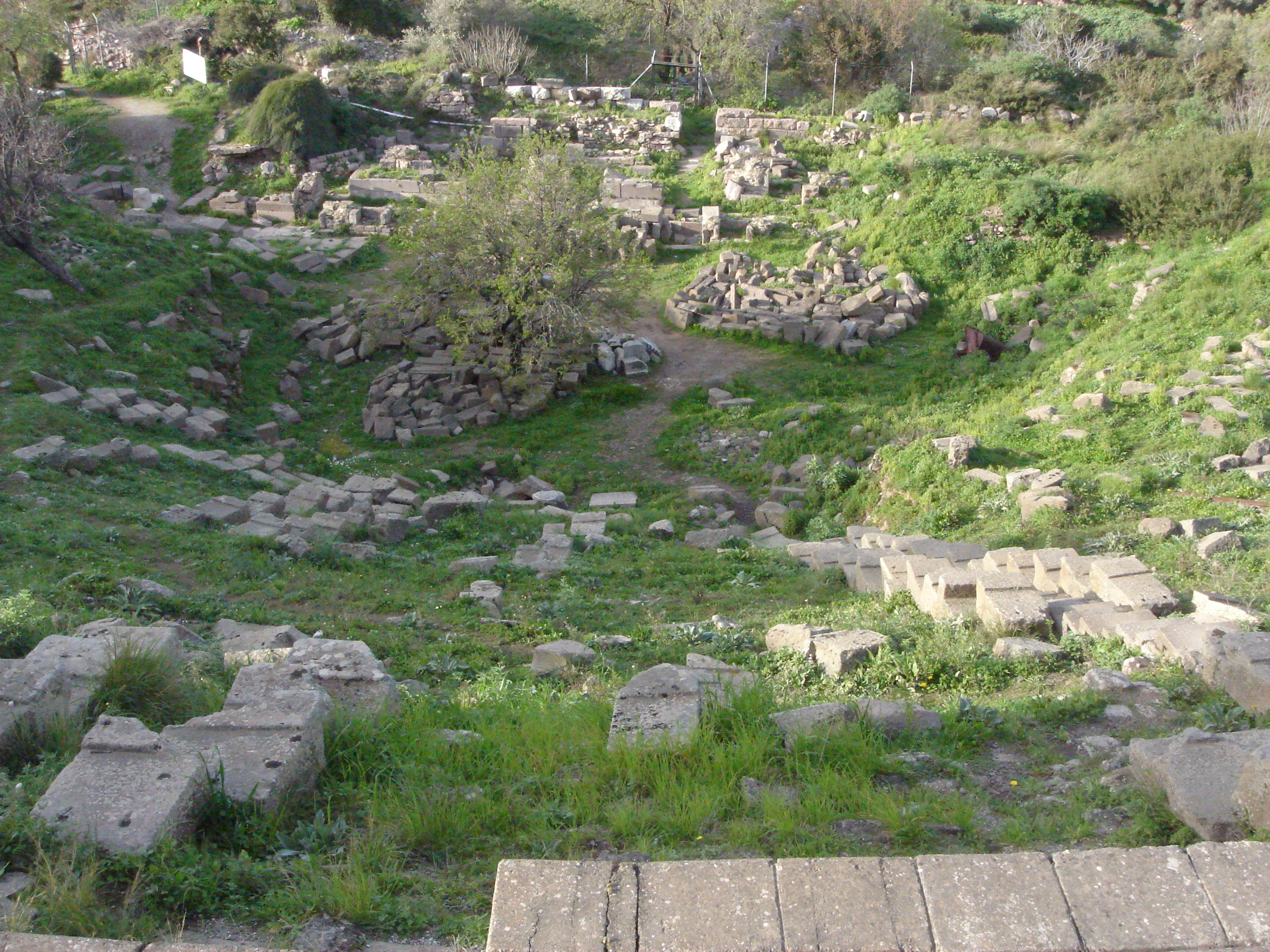
Restos del teatro de Eritras.

 Eritras  (actual Ildırı) (griego Ἐρυθραί, Erythrai; latín Erythrae) fue una de las doce ciudades de la Liga Jónica, en Jonia, (Asia Menor). Estaba situada en la península de Karaburun, a 22 km al noreste de Cesme, otra pequeña península que penetra en la bahía de Eritrea, equidistante de las montañas Mimas y Corico, y directamente opuesta a la isla de Quíos. 
No debe confundirse esta ciudad con la ciudad del mismo nombre de Beocia ni con las ciudades griegas de nombre Eretria.

## Territorio
En su territorio, que aparece denominado con el nombre de Eritrea, se mencionan algunas ciudades: Tucídides nombra Ptéleo y Sidusa; y Plinio el Viejo, Ptéleo, Helo, y Dorio. También se sabe de una ciudad que se llamaba Embaton y otra que se llamaba Cibelia. Pomponio Mela nombra Corina, en la península, pero no se sabe si le correspondía. La ciudad de Pario, en la Propóntide, fue una colonia a veces atribuida a Eritras, pero que Estrabón asigna conjuntamente a Eritras, Mileto y Paros. En la península se producía excelente vino.

## El nombre
Su nombre derivaría de Éritro, hijo de Radamanto de Creta, que la fundó, según la tradición, y fue poblada por cretenses, licios, carios y panfilios. Posteriormente, Cnopo, hijo de Codro, reunió colonos de todas las ciudades jónicas que fueron a vivir a Eritras. Estrabón dice que fue Cnopo el fundador de la ciudad. Polieno explica que Cnopo se hizo el amo de la ciudad después de matar a sus habitantes. Cnopo fue muerto por Ortiges que usurpó el poder, ejerció una extravagante tiranía y fue finalmente asesinado. La historia primitiva es de hecho desconocida.

## Descripción del lugar
Estrabón dice que recibió su nombre cuando fue poblada por gente de Eritras de Beocia y que estaba en una península llamada de los teosios y eritreos; los teosios los sitúa al sur del istmo y al norte sitúa a Clazómenas, y entre ambas a los eritreos; el río Hipocremno fue la frontera entre Eritrea y Clazómenas.
Al sur la ciudad de Eras pertenecía a Teos. La península al oeste de la línea entre Eras y el río Hipocremno era territorio de Eritrea; al noroeste de Eras estaba Córico y un puerto llamado Eritras. Después de Corico venía la pequeña isla de Haloneso, Argeno y el cabo de Eritrea, y la punta de Quíos. Al oeste estaba Argeno en una bahía en la parte opuesta de la cual estaba Eritras enfrente de la isla de Quíos.
Pausanias destaca en la ciudad el templo de Heracles y otro templo dedicado a Atenea Polias, con un xoanon (estatua de madera) que la representaba en postura sedente.

## Historia
Heródoto dice que los jonios hablaban cuatro dialectos y que el que se hablaba en Eritras y el de Quíos era el mismo. A pesar de esto, se sabe de una guerra entre la ciudad y la isla en un período antiguo un poco al principio de los relatos históricos, probablemente la misma guerra que Anticledes menciona en su obra "Nosti". 
Durante la revuelta jónica en 499 a. C., los eritreos aportaron ocho barcos a la flota rebelde que fue derrotada en la batalla naval de Lade en 494 a. C. (era una aportación muy reducida, ya que Quíos aportó 100). Durante la guerra del Peloponeso fue ciudad tributaria de Atenas, y se rebeló en 412 a. C. Después de la batalla de Cnido del año 394 a. C. sin embargo, volvieron a aliarse con los atenienses tras la victoria de Conón, a quien rindieron honores en una inscripción, todavía existente. Más tarde pasó a Persia y permaneció en sus manos hasta la llegada de Alejandro Magno a Jonia. Después perteneció a Antígono I Monoftalmos y a Seleuco I Nicátor. Al final de la guerra entre Roma y el seléucida Antíoco III Megas, los romanos cedieron territorios a Quíos, Esmirna y Eritras que habían estado en el bando romano.
La actual Ildırı, lugar donde se ubicaba la clásica Eritras, tiene un buen puerto, y se extiende desde el puerto hasta la acrópolis. Comercia con Quíos y Esmirna.

### Sibilas y personajes
Se consideraba que Eritras había sido el lugar de nacimiento de tres profetisas, dos de las cuales, la sibila cumana y la sibila eritrea, vivieron en los primeros tiempos de la ciudad; la otra, Atenais, vivió en la época de Alejandro Magno.
Personaje famoso de la ciudad fue Heráclides de Eritras, un médico de la escuela de Herófilo, contemporáneo de Estrabón.

### El final de la ciudad
La ciudad existió durante todo el Imperio romano. 
Corresponde a la ciudad de Ildırı. Se conservan las murallas con torres (aún son visibles 5), bien conservadas.
También hay un teatro en la pendiente (bastante grande, al norte de la ciudad y excavado en la roca), algunas calles, tumbas, acueductos, terrazas, templos. La acrópolis (85 m) está a unos 180 metros de la costa. Quedan restos del puerto que estaba en la desembocadura del río. Tiene muchas ruinas de edificios bizantinos hacia el este.